# まゆとろ THE TOONS
まゆとろ THE TOONS（まゆとろ ザ トゥーンズ）は、日本のテレビアニメである。テレビ大阪で放送されていたバットファクトリーの1コーナー（1話あたり2～3分）として2003年10月から2004年5月まで放映されていた。なお、現在はCARTOON NETWORKで放送されており、またBIGLOBEで無料ストリーミング配信がされている。
関西ローカルのみの放送であったが、Yahoo!プレミアムの動画コーナーで取り上げられたことから全国的な人気となり、2005年7月にはDVDも発売されている。エンディングテーマは所ジョージが歌っており、作詞、作曲も担当している。7月から米国版まゆとろ「THE EYEBROW TUNA」が始まる予定。米国版は忍者タートルの作者、ケヴィン・イーストマンが手掛けており、自身のサイトで公開予定。

## スタッフ
- 制作・監督・脚本・プロデュース：宮田人司
- 制作・ディレクター：下山智史
- 進行・編集・DVDオーサリング：鎌田一征
- チーフアニメーション：加藤佳世
- 音声・効果音・録音：南茂嘉宣
- アニメーション：高木敏光